# 何宪
何宪（1954年—），出生于四川眉山。曾任中华人民共和国人力资源和社会保障部副部长、党组成员。
1971年9月参加工作，1980年2月加入中国共产党。曾就职于四川省眉山县悦兴中学任教师；国内恢复高考后，于1979年至1983年就读于华东师范大学政治教育系，武汉大学经济学院研究生毕业获取经济学硕士学位。后调入劳动人事部政策研究室主任科员；人事部流动调配司副处长、处长、副司长，人才流动开发司副司长，全国人才流动中心党委书记、主任（正司级）；人事部副部长、党组成员。2008年3月任人力资源和社会保障部副部长、党组成员，2015年7月卸任。